# Lucien Lelong

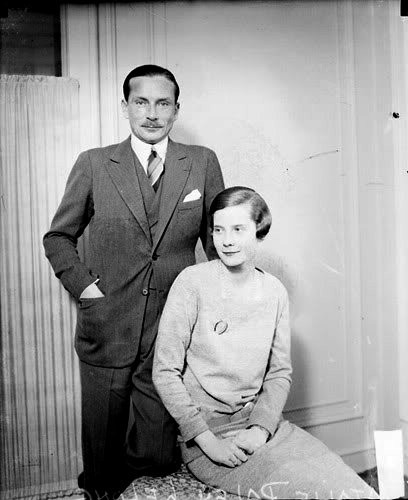
Lelong mit Natalia Paley

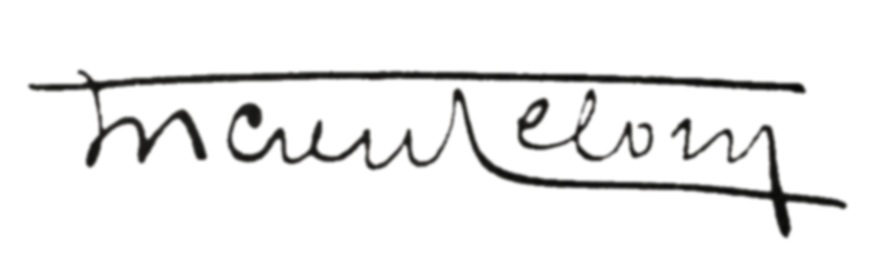
Unterschrift

Lucien Lelong (* 11. Oktober 1889 in Paris; † 11. Mai 1958 ebenda) war ein französischer Couturier.
Die Eltern Lelongs besaßen ein kleines Modehaus in Paris. 1909 stieg er in das Geschäft ein, gestaltete den Salon radikal um und arbeitete an einer ersten Kollektion, deren Präsentation aber durch den Ausbruch des Weltkriegs 1914 verhindert wurde. Lelong wurde eingezogen, diente als Nachrichtenoffizier und wurde durch ein Schrapnell im Gesicht verletzt. 
1923 eröffnete er an der Place de la Madeleine in Paris ein Modehaus. Er entwarf nicht selbst, sondern beschäftigte junge, talentierte Designer, darunter zwischen 1942 und 1945 Christian Dior und von 1939 bis 1945 Pierre Balmain. 
Sein geschäftlicher Erfolg war beträchtlich, 1926 beschäftigte er bereits 1200 Angestellte. Ab 1928 residierte Lelong in der Avenue Malignon 16 in der Nähe der Champs-Élysées.
Am 16. August 1927 heiratete er in zweiter Ehe die russische Prinzessin Natalia Pawlowna Paley, die in der Folge auch als Mannequin für das Unternehmen Lelong arbeitete. Am 24. Mai 1937 wurde die Ehe geschieden, nachdem sie von dem bisexuellen Schriftsteller Jean Cocteau schwanger wurde.
Von 1937 bis 1945 war Lelong Präsident der Chambre Syndicale de la Haute Couture Parisienne. In den Jahren des Zweiten Weltkriegs unter deutscher Besetzung. Es war sein Verdienst, dass das Zentrum der Haute Couture nicht wie von den Besatzern geplant nach Berlin oder nach Wien verlegt wurde, sondern in Paris blieb. Am 20. Juli 1940 waren fünf NS-Offiziere im Büro der Chambre Syndicale zu einer „Inspektion“ erschienen. Fünf Tage später erschienen sie erneut und beschlagnahmten Archiv und Unterlagen. Lelong verhandelte mit der Besatzungsmacht und es gelang ihm, die Deutschen davon zu überzeugen, dass die Pariser Mode mit dem gesamten Umfeld zahlreicher kleiner, stark spezialisierter Handwerksbetriebe, deren Funktionieren auf in Jahrzehnten erworbenem Wissen basiere, nicht einfach in einen Zug verpackt und nach Berlin verfrachtet werden könne.
Das Archiv wurde zurückgegeben und nicht nur das, es gelang Lelong, die Stoffrationierungen der Kriegszeit weitgehend zu umgehen und außerdem die Quote an Zwangsarbeitsverpflichtungen in der Modebranche von geplanten 80 % auf 5 % zu drücken. 
So kam es, dass, während in London und New York die Redakteure der Modemagazine sich gezwungen sahen, die in Großbritannien und den USA von den Regierungen propagierte gleichgeschaltete, an Sparsamkeit und Strapazierfähigkeit orientierte Mode zu unterstützen, in Paris dank Lelong die dort verbliebenen Modehäuser von der Kriegszeit kaum beeinträchtigt geradezu aus dem Vollen schöpfen konnten.
1948 musste Lelong sich aus gesundheitlichen Gründen von den Geschäften zurückziehen. Er schloss das Modeatelier und zog nach Biarritz. 1958 starb er an einem Herzanfall. Die von ihm begründete Parfümmarke besteht bis heute. Zu den von der Firma Lelong lancierten Parfüms gehören N (1932), Indiscret (1936), Sirocco (1947), Lelong pour Femme (1998), Opening Night (1999) und Orgueil (2002).